# Dasychira joiceyi
Dasychira joiceyi är en fjärilsart som beskrevs av Talbot 1929. Dasychira joiceyi ingår i släktet Dasychira och familjen tofsspinnare. Inga underarter finns listade i Catalogue of Life.